# Smilax biumbellata
Smilax biumbellata är en enhjärtbladig växtart som beskrevs av Tetsuo Michael Koyama. Smilax biumbellata ingår i släktet Smilax och familjen Smilacaceae. Inga underarter finns listade.